# Whooliganz
The Whooliganz war eine US-amerikanische Hip-Hop-Band. Sie wurde in den frühen 1990er Jahren gegründet und bestand aus den beiden MCs Mad Skillz (Scott Caan, Sohn des Schauspielers James Caan) und Mudfoot (Alan Maman – heute bekannt als Produzent The Alchemist).

## Bandgeschichte
Mad Skillz und Mudfoot waren zwei junge weiße Rapper aus Beverly Hills, die Beziehungen zu den Soul Assassins, insbesondere zu Cypress Hill und House of Pain knüpften und von dem Label Tommy Boy Entertainment unter Vertrag genommen wurden. Mit Hilfe von DJ Lethal produzierten sie 1993 die Single „Put your handz up“ und begleiteten im gleichen Jahr House of Pain, Cypress Hill und Funkdoobiest auf der legendären Soul Assassins US-Tour. In den Jahren bis 1995 entstand ein komplettes Album namens „Make Way for the W“, das allerdings nie erschien. Über die Gründe hierfür ist wenig bekannt. In einem Interview sagte Alan Maman, dass die Plattenfirma Tommy Boy das Risiko nicht eingehen wollte, mit zwei Teenagern ein Album herauszubringen, obwohl die Single sowie das Video zu „Put your handz up“ von der Kritik positiv aufgenommen wurden. Die Band löste sich kurze Zeit später auf. Scott Caan trat in die Fußstapfen seines Vaters und wurde Schauspieler; Mudfoot – der sich nach eigener Auskunft sein Handwerkszeug von DJ Muggs abgeschaut hatte – blieb dem Hip-Hop treu und widmete sich als „Alchemist“ ganz der Produktion.

## Kritik
Soweit die Musik der Whooliganz bekannt ist, kann sie als handwerklich solide, aber nicht herausragend beschrieben werden. Geprägt ist sie vom Stil, den DJ Muggs (Cypress Hill) und DJ Lethal (House of Pain) Mitte der 90er Jahre entwickelten. Ergänzend ist zu bemerken, dass die Whooliganz die veröffentlichten Titel im Alter von etwa 16 bis 18 Jahren aufnahmen und entsprechend hohe Stimmen hatten, was vielfach als störend empfunden wurde und der Band möglicherweise eine breitere Akzeptanz verwehrte. Der Kontrast wird besonders auf dem Track „Hit the Deck“ deutlich, in dem Everlast einen Gastauftritt hat.

## Diskografie
- 1993 – Put your hands up / Hit the deck (Single)[1]
- 1995 – Whooliganz / All across the map (Single)
- 1997 – Don’t mean nothin` (Single? – weitgehend unbekannt)

## Übersicht über die veröffentlichten Tracks
1. Put Your Hands Up produced by DJ Lethal

2. Put Your Hands Up Remix (remixed by QDIII)

3. Hit the Deck (feat. Everlast) produced by Baka Boyz; Executive Producer: B-Real, Mixed by B-Real, DJ Lethal and Jason Roberts

4. All Across The Map produced by DJ Lethal and Whooliganz, written by S. Caan, M. Maman and L. Dimant

5. Whooliganz (original version) produced by Baka Boyz

6. Whooliganz (Mickey P Mix feat. B-Real) produced by Baka Boyz, remixed by Mickey P

7. Whooliganz (Tim Simenon Soundclash) mixed by Baka Boyz

8. Don’t Mean Nothin` (diese Single wird in einigen Online-Shops als ausverkauft „geführt“; dies waren die einzigen schriftlichen Hinweise darauf, dass sie jemals existierte. Der Track ist inzwischen auf Youtube aufgetaucht.)

9. Byron G (Step Brothers feat. Domo Genesis & The Whooliganz; Track auf dem 2014 erschienenen Album Lord Steppington von The Alchemist)